# Pierrette Le Pen
Pour les articles homonymes, voir Le Pen.
Pierrette Le Pen, née Lalanne le 10 septembre 1935 à Aire-sur-l'Adour (Landes), est la première épouse de Jean-Marie Le Pen et la mère de Marie-Caroline, Yann et Marine Le Pen.

## Biographie

### Enfance et famille
Fille d'un négociant en vin de la bourgeoisie landaise, Pierrette Lalanne épouse en premières noces l’imprésario Claude Giraud. Dans les années 1960, elle travaille brièvement comme mannequin,.
Elle est la cousine germaine du député Pierre Sirgue, dont la fille Scarlett-Lauren Sirgue a été fiancée au prince Louis, fils de Jean de Luxembourg.

### Épouse de Jean-Marie Le Pen
Pierrette Lalanne rencontre Jean-Marie Le Pen en 1958, lors d'une soirée de gala. Elle l'épouse, en secondes noces, le 29 juin 1960 à la mairie du 8e arrondissement de Paris.
Ils ont trois filles, Marie-Caroline, Yann et Marion Anne Perrine, dite Marine. Pierrette Le Pen accompagne à l'époque son mari dans ses activités politiques. Leurs intimes sont l'héritier Hubert Lambert — lequel leur léguera sa propriété cossue au sein du parc de Montretout, à Saint-Cloud — ou Jean-Marie Le Chevallier, directeur de cabinet de Jean-Marie.
En 1972, elle demande une première fois le divorce.
Début 1984, elle rencontre le journaliste Jean Marcilly (it), chargé d'écrire une biographie de Jean-Marie Le Pen à l'occasion des élections européennes, et qui s'installe à Montretout pour rédiger son ouvrage. Le 10 octobre 1984, elle quitte subitement avec lui le domicile familial.
Elle intente ensuite un procès à son époux, avec comme avocat Gilbert Collard. Leur séparation est fortement médiatisée, alors que les deux époux polémiquent par voie de presse : Pierrette Le Pen accuse entre autres son époux d'antisémitisme et de racisme. Ses trois filles publient un communiqué dans lequel elles affirment leur solidarité avec leur père et accusent leur mère de se répandre en calomnies.
Interrogé par Playboy, Jean-Marie Le Pen, qui refuse de payer une pension alimentaire à son épouse, déclare : « si elle a besoin d'argent, elle n'a qu'à faire des ménages ». Pierrette Le Pen réagit alors en acceptant la proposition de Playboy de poser en tenue de soubrette dévêtue : les photos paraissent dans le no 23 du magazine, sous le titre Madame Le Pen nue fait le ménage,,,. Marine Le Pen se dit à l'époque scandalisée par le comportement de sa mère et déclare « Aujourd'hui, après ces photos, nous ne pouvons plus la considérer comme notre mère. C'est pire que de la perdre vraiment […] Une mère, ça fait partie d'un jardin secret, pas d'une décharge publique ». Le divorce est finalement prononcé en 1987.
Les répercussions de cette médiatisation sont mesurées par un sondage Ipsos réalisé en juin 1987 : alors qu'une majorité de sondés considèrent que Pierrette Lalanne a eu tort de poser nue dans Playboy, 52 % estiment que cette polémique sera sans effet sur la campagne présidentielle de Jean-Marie Le Pen, contre 27 % qui considèrent qu'elle va lui nuire.
|                        |                        |                        |                        |                        |                        |  |  |                         |                         |                         |                         |                         |                         |  |  |                              |                              |                              |                              |                              |                              |  |  |                         |                         |                         |                         |                         |                         |                       |                       |                         |                         |                         |                         |                         |                         |                      |                      |                      |                      |                          |                          |                          |                          | Jean Le Pen (1901-1942)  | Jean Le Pen (1901-1942)  | Jean Le Pen (1901-1942) | Jean Le Pen (1901-1942) | Jean Le Pen (1901-1942)       | Jean Le Pen (1901-1942)       |                               |                               | Anne-Marie Hervé (1904-1965)  | Anne-Marie Hervé (1904-1965)  | Anne-Marie Hervé (1904-1965) | Anne-Marie Hervé (1904-1965) | Anne-Marie Hervé (1904-1965) | Anne-Marie Hervé (1904-1965) |                        |                        |                     |                     |                          |                          |                          |                          |                          |                          |                  |                  |                        |                        |                        |                        |                        |                        |                      |                      |                           |                           |                           |                           |                           |                           |                    |                    |                    |                    |
|                        |                        |                        |                        |                        |                        |  |  |                         |                         |                         |                         |                         |                         |  |  |                              |                              |                              |                              |                              |                              |  |  |                         |                         |                         |                         |                         |                         |                       |                       |                         |                         |                         |                         |                         |                         |                      |                      |                      |                      |                          |                          |                          |                          | Jean Le Pen (1901-1942)  | Jean Le Pen (1901-1942)  | Jean Le Pen (1901-1942) | Jean Le Pen (1901-1942) | Jean Le Pen (1901-1942)       | Jean Le Pen (1901-1942)       |                               |                               | Anne-Marie Hervé (1904-1965)  | Anne-Marie Hervé (1904-1965)  | Anne-Marie Hervé (1904-1965) | Anne-Marie Hervé (1904-1965) | Anne-Marie Hervé (1904-1965) | Anne-Marie Hervé (1904-1965) |                        |                        |                     |                     |                          |                          |                          |                          |                          |                          |                  |                  |                        |                        |                        |                        |                        |                        |                      |                      |                           |                           |                           |                           |                           |                           |                    |                    |                    |                    |
|                        |                        |                        |                        |                        |                        |  |  |                         |                         |                         |                         |                         |                         |  |  |                              |                              |                              |                              |                              |                              |  |  |                         |                         |                         |                         |                         |                         |                       |                       |                         |                         |                         |                         |                         |                         |                      |                      |                      |                      |                          |                          |                          |                          |                          |                          |                         |                         |                               |                               |                               |                               |                               |                               |                              |                              |                              |                              |                        |                        |                     |                     |                          |                          |                          |                          |                          |                          |                  |                  |                        |                        |                        |                        |                        |                        |                      |                      |                           |                           |                           |                           |                           |                           |                    |                    |                    |                    |
|                        |                        |                        |                        |                        |                        |  |  |                         |                         |                         |                         |                         |                         |  |  |                              |                              |                              |                              |                              |                              |  |  |                         |                         |                         |                         |                         |                         |                       |                       |                         |                         |                         |                         |                         |                         |                      |                      |                      |                      | Pierrette Lalanne (1935) | Pierrette Lalanne (1935) | Pierrette Lalanne (1935) | Pierrette Lalanne (1935) | Pierrette Lalanne (1935) | Pierrette Lalanne (1935) |                         |                         | Jean-Marie Le Pen (1928-2025) | Jean-Marie Le Pen (1928-2025) | Jean-Marie Le Pen (1928-2025) | Jean-Marie Le Pen (1928-2025) | Jean-Marie Le Pen (1928-2025) | Jean-Marie Le Pen (1928-2025) |                              |                              | Jany Paschos (1932)          | Jany Paschos (1932)          | Jany Paschos (1932)    | Jany Paschos (1932)    | Jany Paschos (1932) | Jany Paschos (1932) |                          |                          |                          |                          |                          |                          |                  |                  |                        |                        |                        |                        |                        |                        |                      |                      |                           |                           |                           |                           |                           |                           |                    |                    |                    |                    |
|                        |                        |                        |                        |                        |                        |  |  |                         |                         |                         |                         |                         |                         |  |  |                              |                              |                              |                              |                              |                              |  |  |                         |                         |                         |                         |                         |                         |                       |                       |                         |                         |                         |                         |                         |                         |                      |                      |                      |                      | Pierrette Lalanne (1935) | Pierrette Lalanne (1935) | Pierrette Lalanne (1935) | Pierrette Lalanne (1935) | Pierrette Lalanne (1935) | Pierrette Lalanne (1935) |                         |                         | Jean-Marie Le Pen (1928-2025) | Jean-Marie Le Pen (1928-2025) | Jean-Marie Le Pen (1928-2025) | Jean-Marie Le Pen (1928-2025) | Jean-Marie Le Pen (1928-2025) | Jean-Marie Le Pen (1928-2025) |                              |                              | Jany Paschos (1932)          | Jany Paschos (1932)          | Jany Paschos (1932)    | Jany Paschos (1932)    | Jany Paschos (1932) | Jany Paschos (1932) |                          |                          |                          |                          |                          |                          |                  |                  |                        |                        |                        |                        |                        |                        |                      |                      |                           |                           |                           |                           |                           |                           |                    |                    |                    |                    |
|                        |                        |                        |                        |                        |                        |  |  |                         |                         |                         |                         |                         |                         |  |  |                              |                              |                              |                              |                              |                              |  |  |                         |                         |                         |                         |                         |                         |                       |                       |                         |                         |                         |                         |                         |                         |                      |                      |                      |                      |                          |                          |                          |                          |                          |                          |                         |                         |                               |                               |                               |                               |                               |                               |                              |                              |                              |                              |                        |                        |                     |                     |                          |                          |                          |                          |                          |                          |                  |                  |                        |                        |                        |                        |                        |                        |                      |                      |                           |                           |                           |                           |                           |                           |                    |                    |                    |                    |
|                        |                        |                        |                        |                        |                        |  |  |                         |                         |                         |                         |                         |                         |  |  |                              |                              |                              |                              |                              |                              |  |  |                         |                         |                         |                         |                         |                         |                       |                       |                         |                         |                         |                         |                         |                         |                      |                      |                      |                      |                          |                          |                          |                          |                          |                          |                         |                         |                               |                               |                               |                               |                               |                               |                              |                              |                              |                              |                        |                        |                     |                     |                          |                          |                          |                          |                          |                          |                  |                  |                        |                        |                        |                        |                        |                        |                      |                      |                           |                           |                           |                           |                           |                           |                    |                    |                    |                    |
|                        |                        |                        |                        |                        |                        |  |  | Philippe Olivier (1961) | Philippe Olivier (1961) | Philippe Olivier (1961) | Philippe Olivier (1961) | Philippe Olivier (1961) | Philippe Olivier (1961) |  |  | Marie-Caroline Le Pen (1960) | Marie-Caroline Le Pen (1960) | Marie-Caroline Le Pen (1960) | Marie-Caroline Le Pen (1960) | Marie-Caroline Le Pen (1960) | Marie-Caroline Le Pen (1960) |  |  |                         |                         |                         |                         |                         |                         |                       |                       | Roger Auque (1956-2014) | Roger Auque (1956-2014) | Roger Auque (1956-2014) | Roger Auque (1956-2014) | Roger Auque (1956-2014) | Roger Auque (1956-2014) |                      |                      | Yann Le Pen (1963)   | Yann Le Pen (1963)   | Yann Le Pen (1963)       | Yann Le Pen (1963)       | Yann Le Pen (1963)       | Yann Le Pen (1963)       |                          |                          | Samuel Maréchal (1967)  | Samuel Maréchal (1967)  | Samuel Maréchal (1967)        | Samuel Maréchal (1967)        | Samuel Maréchal (1967)        | Samuel Maréchal (1967)        |                               |                               |                              |                              |                              |                              |                        |                        |                     |                     |                          |                          |                          |                          | Franck Chauffroy         | Franck Chauffroy         | Franck Chauffroy | Franck Chauffroy | Franck Chauffroy       | Franck Chauffroy       |                        |                        | Marine Le Pen (1968)   | Marine Le Pen (1968)   | Marine Le Pen (1968) | Marine Le Pen (1968) | Marine Le Pen (1968)      | Marine Le Pen (1968)      |                           |                           | Louis Aliot (1969)        | Louis Aliot (1969)        | Louis Aliot (1969) | Louis Aliot (1969) | Louis Aliot (1969) | Louis Aliot (1969) |
|                        |                        |                        |                        |                        |                        |  |  | Philippe Olivier (1961) | Philippe Olivier (1961) | Philippe Olivier (1961) | Philippe Olivier (1961) | Philippe Olivier (1961) | Philippe Olivier (1961) |  |  | Marie-Caroline Le Pen (1960) | Marie-Caroline Le Pen (1960) | Marie-Caroline Le Pen (1960) | Marie-Caroline Le Pen (1960) | Marie-Caroline Le Pen (1960) | Marie-Caroline Le Pen (1960) |  |  |                         |                         |                         |                         |                         |                         |                       |                       | Roger Auque (1956-2014) | Roger Auque (1956-2014) | Roger Auque (1956-2014) | Roger Auque (1956-2014) | Roger Auque (1956-2014) | Roger Auque (1956-2014) |                      |                      | Yann Le Pen (1963)   | Yann Le Pen (1963)   | Yann Le Pen (1963)       | Yann Le Pen (1963)       | Yann Le Pen (1963)       | Yann Le Pen (1963)       |                          |                          | Samuel Maréchal (1967)  | Samuel Maréchal (1967)  | Samuel Maréchal (1967)        | Samuel Maréchal (1967)        | Samuel Maréchal (1967)        | Samuel Maréchal (1967)        |                               |                               |                              |                              |                              |                              |                        |                        |                     |                     |                          |                          |                          |                          | Franck Chauffroy         | Franck Chauffroy         | Franck Chauffroy | Franck Chauffroy | Franck Chauffroy       | Franck Chauffroy       |                        |                        | Marine Le Pen (1968)   | Marine Le Pen (1968)   | Marine Le Pen (1968) | Marine Le Pen (1968) | Marine Le Pen (1968)      | Marine Le Pen (1968)      |                           |                           | Louis Aliot (1969)        | Louis Aliot (1969)        | Louis Aliot (1969) | Louis Aliot (1969) | Louis Aliot (1969) | Louis Aliot (1969) |
|                        |                        |                        |                        |                        |                        |  |  |                         |                         |                         |                         |                         |                         |  |  |                              |                              |                              |                              |                              |                              |  |  |                         |                         |                         |                         |                         |                         |                       |                       |                         |                         |                         |                         |                         |                         |                      |                      |                      |                      |                          |                          |                          |                          |                          |                          |                         |                         |                               |                               |                               |                               |                               |                               |                              |                              |                              |                              |                        |                        |                     |                     |                          |                          |                          |                          |                          |                          |                  |                  |                        |                        |                        |                        |                        |                        |                      |                      |                           |                           |                           |                           |                           |                           |                    |                    |                    |                    |
|                        |                        |                        |                        |                        |                        |  |  |                         |                         |                         |                         |                         |                         |  |  |                              |                              |                              |                              |                              |                              |  |  |                         |                         |                         |                         |                         |                         |                       |                       |                         |                         |                         |                         |                         |                         |                      |                      |                      |                      |                          |                          |                          |                          |                          |                          |                         |                         |                               |                               |                               |                               |                               |                               |                              |                              |                              |                              |                        |                        |                     |                     |                          |                          |                          |                          |                          |                          |                  |                  |                        |                        |                        |                        |                        |                        |                      |                      |                           |                           |                           |                           |                           |                           |                    |                    |                    |                    |
| Jordan Bardella (1995) | Jordan Bardella (1995) | Jordan Bardella (1995) | Jordan Bardella (1995) | Jordan Bardella (1995) | Jordan Bardella (1995) |  |  | Nolwenn Olivier         | Nolwenn Olivier         | Nolwenn Olivier         | Nolwenn Olivier         | Nolwenn Olivier         | Nolwenn Olivier         |  |  | Pierre Olivier               | Pierre Olivier               | Pierre Olivier               | Pierre Olivier               | Pierre Olivier               | Pierre Olivier               |  |  | Matthieu Decosse (1983) | Matthieu Decosse (1983) | Matthieu Decosse (1983) | Matthieu Decosse (1983) | Matthieu Decosse (1983) | Matthieu Decosse (1983) |                       |                       | Marion Maréchal (1989)  | Marion Maréchal (1989)  | Marion Maréchal (1989)  | Marion Maréchal (1989)  | Marion Maréchal (1989)  | Marion Maréchal (1989)  |                      |                      | Vincenzo Sofo (1986) | Vincenzo Sofo (1986) | Vincenzo Sofo (1986)     | Vincenzo Sofo (1986)     | Vincenzo Sofo (1986)     | Vincenzo Sofo (1986)     |                          |                          | Romain Maréchal (1993)  | Romain Maréchal (1993)  | Romain Maréchal (1993)        | Romain Maréchal (1993)        | Romain Maréchal (1993)        | Romain Maréchal (1993)        |                               |                               | Tanguy Maréchal (1996)       | Tanguy Maréchal (1996)       | Tanguy Maréchal (1996)       | Tanguy Maréchal (1996)       | Tanguy Maréchal (1996) | Tanguy Maréchal (1996) |                     |                     | Jehanne Chauffroy (1998) | Jehanne Chauffroy (1998) | Jehanne Chauffroy (1998) | Jehanne Chauffroy (1998) | Jehanne Chauffroy (1998) | Jehanne Chauffroy (1998) |                  |                  | Louis Chauffroy (1999) | Louis Chauffroy (1999) | Louis Chauffroy (1999) | Louis Chauffroy (1999) | Louis Chauffroy (1999) | Louis Chauffroy (1999) |                      |                      | Mathilde Chauffroy (1999) | Mathilde Chauffroy (1999) | Mathilde Chauffroy (1999) | Mathilde Chauffroy (1999) | Mathilde Chauffroy (1999) | Mathilde Chauffroy (1999) |                    |                    |                    |                    |
| Jordan Bardella (1995) | Jordan Bardella (1995) | Jordan Bardella (1995) | Jordan Bardella (1995) | Jordan Bardella (1995) | Jordan Bardella (1995) |  |  | Nolwenn Olivier         | Nolwenn Olivier         | Nolwenn Olivier         | Nolwenn Olivier         | Nolwenn Olivier         | Nolwenn Olivier         |  |  | Pierre Olivier               | Pierre Olivier               | Pierre Olivier               | Pierre Olivier               | Pierre Olivier               | Pierre Olivier               |  |  | Matthieu Decosse (1983) | Matthieu Decosse (1983) | Matthieu Decosse (1983) | Matthieu Decosse (1983) | Matthieu Decosse (1983) | Matthieu Decosse (1983) |                       |                       | Marion Maréchal (1989)  | Marion Maréchal (1989)  | Marion Maréchal (1989)  | Marion Maréchal (1989)  | Marion Maréchal (1989)  | Marion Maréchal (1989)  |                      |                      | Vincenzo Sofo (1986) | Vincenzo Sofo (1986) | Vincenzo Sofo (1986)     | Vincenzo Sofo (1986)     | Vincenzo Sofo (1986)     | Vincenzo Sofo (1986)     |                          |                          | Romain Maréchal (1993)  | Romain Maréchal (1993)  | Romain Maréchal (1993)        | Romain Maréchal (1993)        | Romain Maréchal (1993)        | Romain Maréchal (1993)        |                               |                               | Tanguy Maréchal (1996)       | Tanguy Maréchal (1996)       | Tanguy Maréchal (1996)       | Tanguy Maréchal (1996)       | Tanguy Maréchal (1996) | Tanguy Maréchal (1996) |                     |                     | Jehanne Chauffroy (1998) | Jehanne Chauffroy (1998) | Jehanne Chauffroy (1998) | Jehanne Chauffroy (1998) | Jehanne Chauffroy (1998) | Jehanne Chauffroy (1998) |                  |                  | Louis Chauffroy (1999) | Louis Chauffroy (1999) | Louis Chauffroy (1999) | Louis Chauffroy (1999) | Louis Chauffroy (1999) | Louis Chauffroy (1999) |                      |                      | Mathilde Chauffroy (1999) | Mathilde Chauffroy (1999) | Mathilde Chauffroy (1999) | Mathilde Chauffroy (1999) | Mathilde Chauffroy (1999) | Mathilde Chauffroy (1999) |                    |                    |                    |                    |
|                        |                        |                        |                        |                        |                        |  |  |                         |                         |                         |                         |                         |                         |  |  |                              |                              |                              |                              |                              |                              |  |  |                         |                         |                         |                         |                         |                         |                       |                       |                         |                         |                         |                         |                         |                         |                      |                      |                      |                      |                          |                          |                          |                          |                          |                          |                         |                         |                               |                               |                               |                               |                               |                               |                              |                              |                              |                              |                        |                        |                     |                     |                          |                          |                          |                          |                          |                          |                  |                  |                        |                        |                        |                        |                        |                        |                      |                      |                           |                           |                           |                           |                           |                           |                    |                    |                    |                    |
|                        |                        |                        |                        |                        |                        |  |  |                         |                         |                         |                         |                         |                         |  |  |                              |                              |                              |                              |                              |                              |  |  |                         |                         |                         |                         | Olympe Decosse (2014)   | Olympe Decosse (2014)   | Olympe Decosse (2014) | Olympe Decosse (2014) | Olympe Decosse (2014)   | Olympe Decosse (2014)   |                         |                         | Clotilde Sofo (2022)    | Clotilde Sofo (2022)    | Clotilde Sofo (2022) | Clotilde Sofo (2022) | Clotilde Sofo (2022) | Clotilde Sofo (2022) |                          |                          |                          |                          |                          |                          |                         |                         |                               |                               |                               |                               |                               |                               |                              |                              |                              |                              |                        |                        |                     |                     |                          |                          |                          |                          |                          |                          |                  |                  |                        |                        |                        |                        |                        |                        |                      |                      |                           |                           |                           |                           |                           |                           |                    |                    |                    |                    |

### Après le divorce
Par la suite, déboutée de ses demandes de pension alimentaire, elle continue d'accorder des entretiens à différents médias,,,,,, notamment au journaliste Karl Zéro, dans lesquels elle accuse son ex-mari de déclarations racistes, antisémites, voire pro-nazies,. En décembre 1987, elle affirme qu'ils possédaient un compte bancaire frauduleux en Suisse. Elle accuse entre autres son ex-mari de jouer les fanfarons en prétendant avoir perdu un œil lors d'une bagarre, et affirme qu'il serait en réalité devenu aveugle d'un œil en raison d'une cataracte,,.
Elle appartient un temps au Mouvement travail patrie, une dissidence du FN d'obédience pétainiste.
Elle s'installe avec Jean Marcilly, mais le couple finit par se séparer. Ne touchant pas de retraite, elle est alors hébergée par des amis du côté de La Rochelle, mais parvient ensuite à renouer avec ses filles, d'abord avec Marie-Caroline et Yann, puis avec Marine avec qui elle n'entretenait plus aucune relation depuis quinze ans.
Ses trois filles louent pour elle un appartement, puis convainquent leur père de l'héberger : Jean-Marie Le Pen accueille alors son ex-femme dans un pavillon situé dans la propriété familiale de Montretout,,,.
Pierrette Lalanne publie ensuite un communiqué dans lequel elle regrette ses déclarations passées à l'égard de son ex-mari. Elle facilite la réconciliation de Marine avec sa sœur Marie-Caroline.
Lors des élections municipales de 2014, elle est candidate en position non éligible sur la liste FN menée par Guillaume L'Huillier à Saint-Cloud,. La liste est éliminée dès le premier tour avec 8,49 % des voix.
Durant la campagne électorale en vue de l'élection présidentielle de 2017, elle est souvent présente aux différents meetings de sa fille Marine.

## Discographie
- « Vau de Vire : 1430 », « La Bataille de Pavie : 1525 », « Chanson pour la naissance du duc de Bourgogne : 1682 », « La Bataille de Fontenoy : 1745 » et « Chanson : 1792 », dans Chants et refrains royalistes (disque long jeu), Paris, Société d'études et de relations publiques, 1963 (BNF 38024526)